# Cyclassics Hamburg
La  Cyclassics Hamburg ou ADAC Cyclassics Hamburg depuis 2025, pour des raisons de parrainage (anciennement dénommée HEW Cyclassics puis Vattenfall Cyclassics, EuroEyes Cyclassics et Bemer Cyclassics), est une course cycliste d'un jour allemande créée en 1996, dont le parcours se déroule autour de la ville de Hambourg.
Bien que son parcours varie d'une année sur l'autre, sa distance totale est toujours longue de 250 km. La difficulté la plus importante de la course est la côte du  Waseberg (en) située dans Blankenese. Elle est franchie à trois reprises dans le final de la course.
De 2009 à 2016, la Classique de Hambourg est la seule épreuve du calendrier UCI World Tour organisée en Allemagne. La course est organisée par  IRONMAN Unlimited Events Germany GmbH, qui organise également le Velothon Berlin.
Une partie importante de la Cyclassics est le Jedermannrennen (de) (la « course pour tout le monde »), une cyclosportive pour les amateurs qui a lieu le même jour et sur les mêmes routes que la course professionnelle. Les participants peuvent participer à des parcours de 55 km, 100 km ou 155 km. Le nombre de participants est limité à 22 000 amateurs et les billets doivent être réservés des mois à l'avance.

## Histoire

### HEW Cyclassics

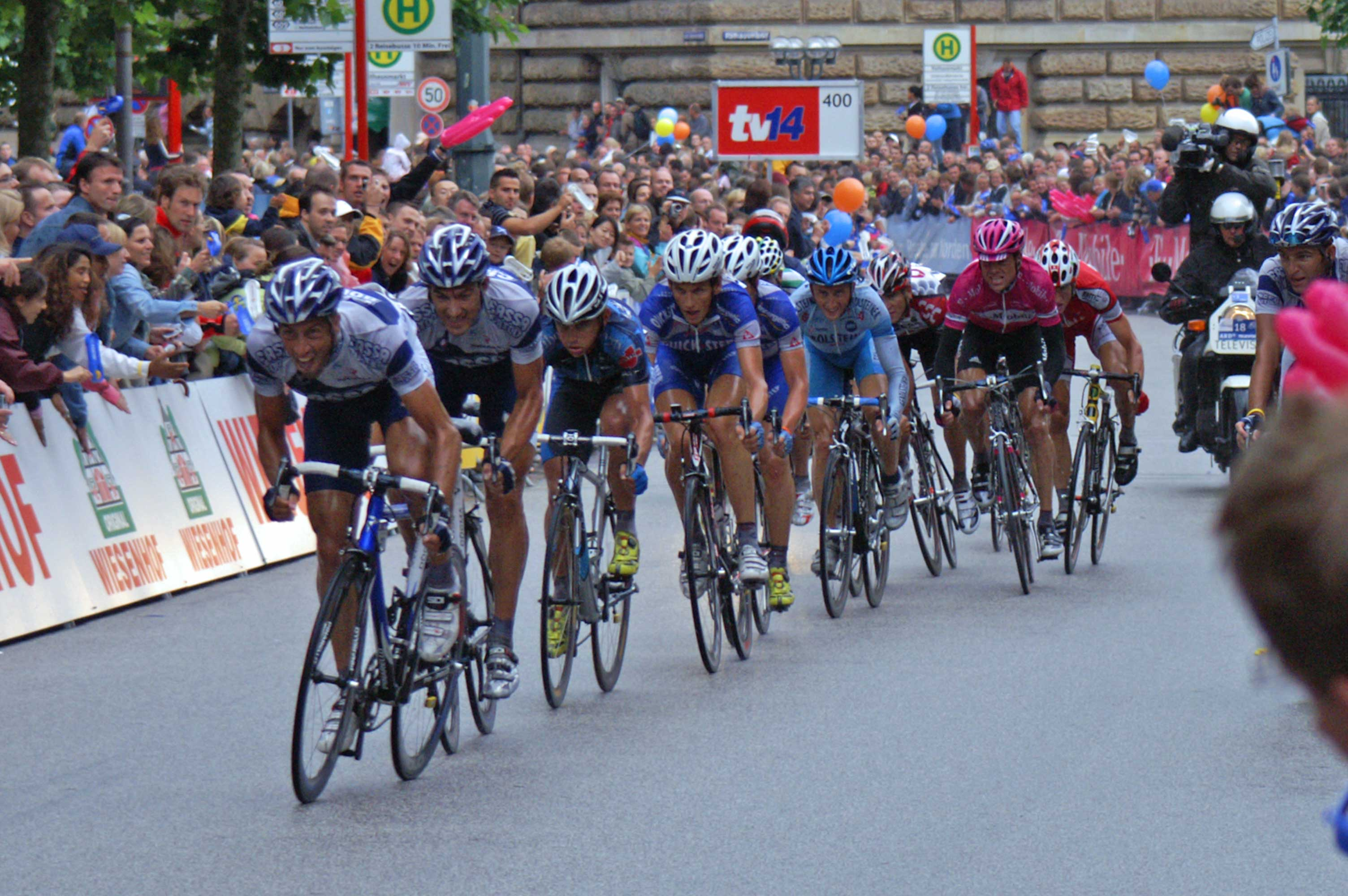
Arrivée de la HEW Cyclassics en 2005, remportée par l'Italien Filippo Pozzato.

La course est créée en 1996 en catégorie de niveau 1,5, le classement le plus bas des courses professionnelles. La première édition est la plus courte de son histoire, totalisant seulement 160 km. Elle est remportée par l'Italien Rossano Brasi. HEW (de), une société d'électricité allemande basée à Hambourg, est le sponsor principal de la course. En 1997, Jan Ullrich s'adjuge la deuxième édition au milieu d'une foule de fans, deux semaines après avoir remporté le Tour de France, ce qui accroît très rapidement le prestige de l'épreuve.
Avec la popularité en pleine croissance du cyclisme en Allemagne dans les années 1990, la course devient une manche de la Coupe du monde en 1998. La compétition est constituée des dix plus importantes courses cyclistes d'un jour de la saison. Elle remplace numériquement la Wincanton Classic - la seule classique organisée en Grande-Bretagne - en tant que septième manche de la Coupe du monde. Le Néerlandais Leon van Bon devance Michele Bartoli pour remporter la troisième édition. la distance est augmentée à 253 km.
Erik Zabel est le deuxième vainqueur allemand de la HEW Cyclassics en 2001,. En 2002, le spécialiste des classiques belges Johan Museeuw gagne sa onzième et dernière manche de Coupe du monde, remportant le sprint d'un groupe de dix.

### Vattenfall Cyclassics
En 2002, HEW, le sponsor de la course est racheté par la conglomérat d'électricité suédois Vattenfall et est rebaptiséeVattenfall Europe Hamburg. Vattenfall, qui signifie chute (d'eau) en suédois, devient le nouveau sponsor de la course en 2006. En 2005, la course fait partie de la première édition de l'UCI ProTour, successeur de la Coupe du monde. Après la disparition du Tour d'Allemagne en 2009, elle reste la seule course allemande au plus haut niveau international du cyclisme. Elle est cependant moins populaire que le Grand Prix de Francfort, qui bénéficie d'une plus longue histoire. Depuis 2011, l'épreuve est l'une des 24 courses de l'UCI World Tour. En 2012, l'UCI a prolongé la licence World Tour de la course jusqu'en 2016.
De 2006 à 2009, la course fait également partie de la Coupe d’Allemagne (TUI-Cup), qui établit un classement sur la base des principales courses d’Allemagne.

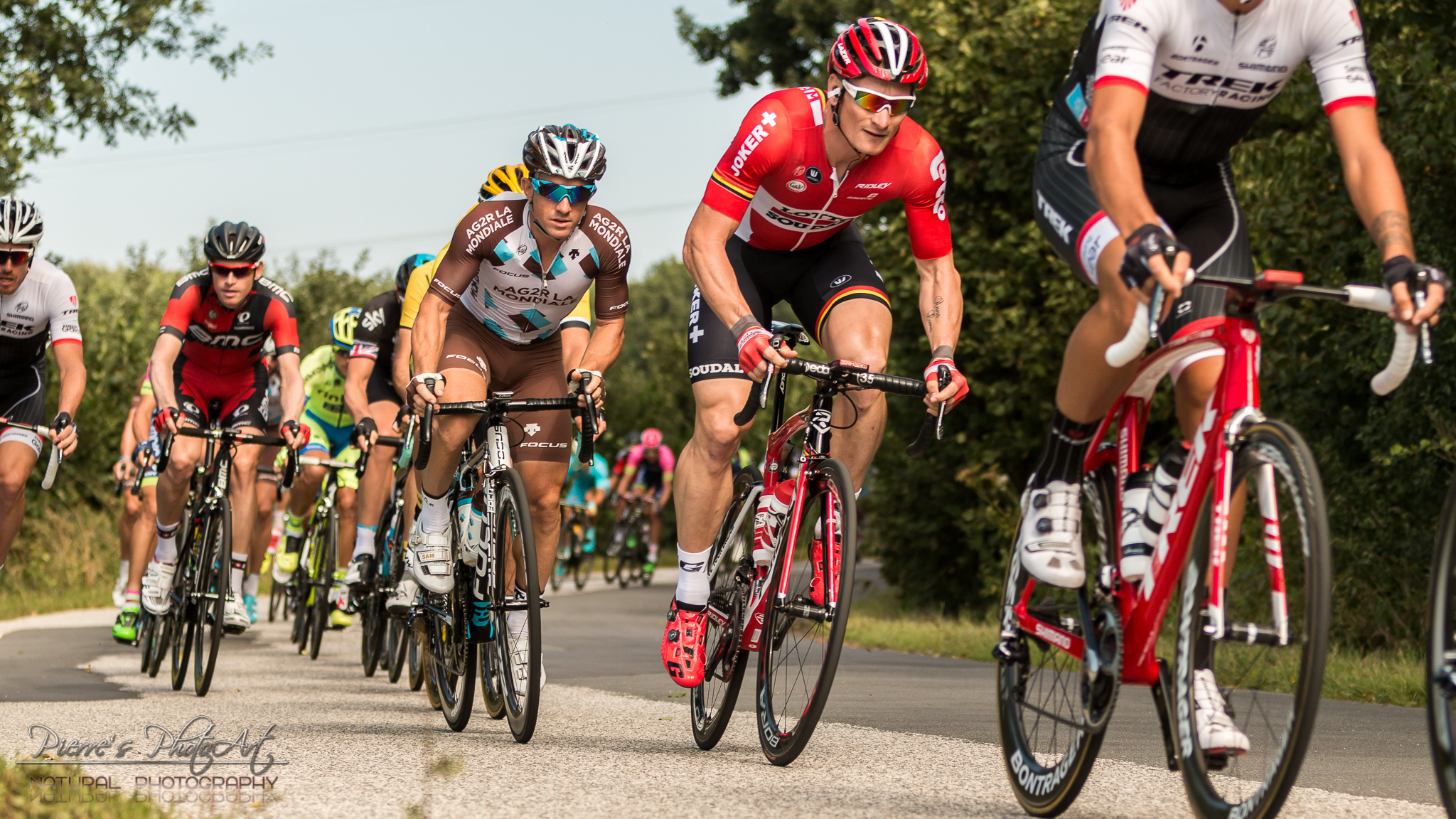
André Greipel (en rouge) lors de l'édition 2015.

En raison de son parcours essentiellement plat, la Vattenfall Cyclassics est considérée comme une classique pour sprinteur et se termine par un sprint massif depuis 2004. Certains des meilleurs sprinteurs de leur génération, y compris Robbie McEwen, Óscar Freire, Alexander Kristoff et André Greipel, figurent au palmarès de la course. Le sprinteur américain Tyler Farrar, vainqueur en 2009 et 2010, est le premier double vainqueur de l'épreuve. Le Français Arnaud Démare, vainqueur en 2012 à 21 ans, est le plus jeune lauréat.
La course 2013 est accueillie par des manifestations sans rapport avec la course. Les résidents de Hambourg se plaignent de la politique environnementale de Vattenfall et ses tentatives d'acquisition de la propriété du réseau électrique local. En 2015, il est annoncé que Vattenfall ne prolongerait pas son partenariat avec l'épreuve, obligeant les organisateurs à rechercher un nouveau sponsor pour fournir environ 800 000 euros, soit un tiers du budget de la course.

### De nombreux changements de noms
De 2016 à 2019, EuroEyes, spécialiste de la chirurgie laser des yeux est le nouveau sponsor principal. Nacer Bouhanni remporte cette édition au sprint, mais est déclassé à la 27e place pour « sprint irrégulier », la victoire revenant à l'Australien Caleb Ewan. Entre 2017 et 2019, le sprinteur Elia Viviani s'impose trois années de suite. En raison de la pandémie de Covid-19, les éditions 2020 et 2021 sont annulées.
En 2022, la course est renommée Bemer Cyclassics, du nom de son nouveau sponsor. Trois ans plus tard, en 2025, elle prend le nom d'ADAC Cyclassics Hamburg. 

## Parcours

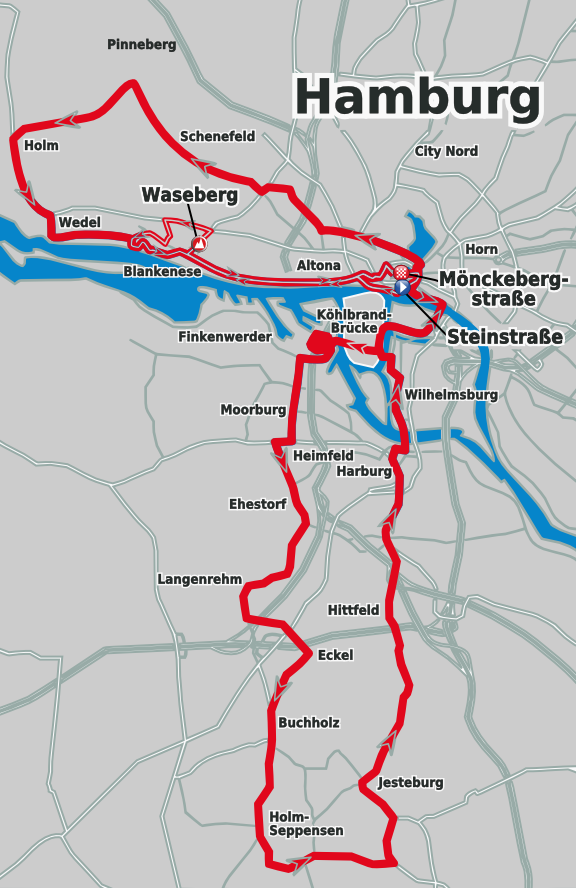
Parcours de l'édition 2011.

La course commence habituellement sur la Steinstraße à Altstadt (un des quartiers de Hambourg) et se termine sur la Mönckebergstrasse, une rue commerçante très fréquentée de Hambourg, dans le quartier commerçant de la ville. La distance varie entre 225 à 255 km sur un terrain principalement plat dans l'arrière-pays de Hambourg. Le parcours de la course subit des changements chaque année, mais l'emplacement d'arrivée reste le même.

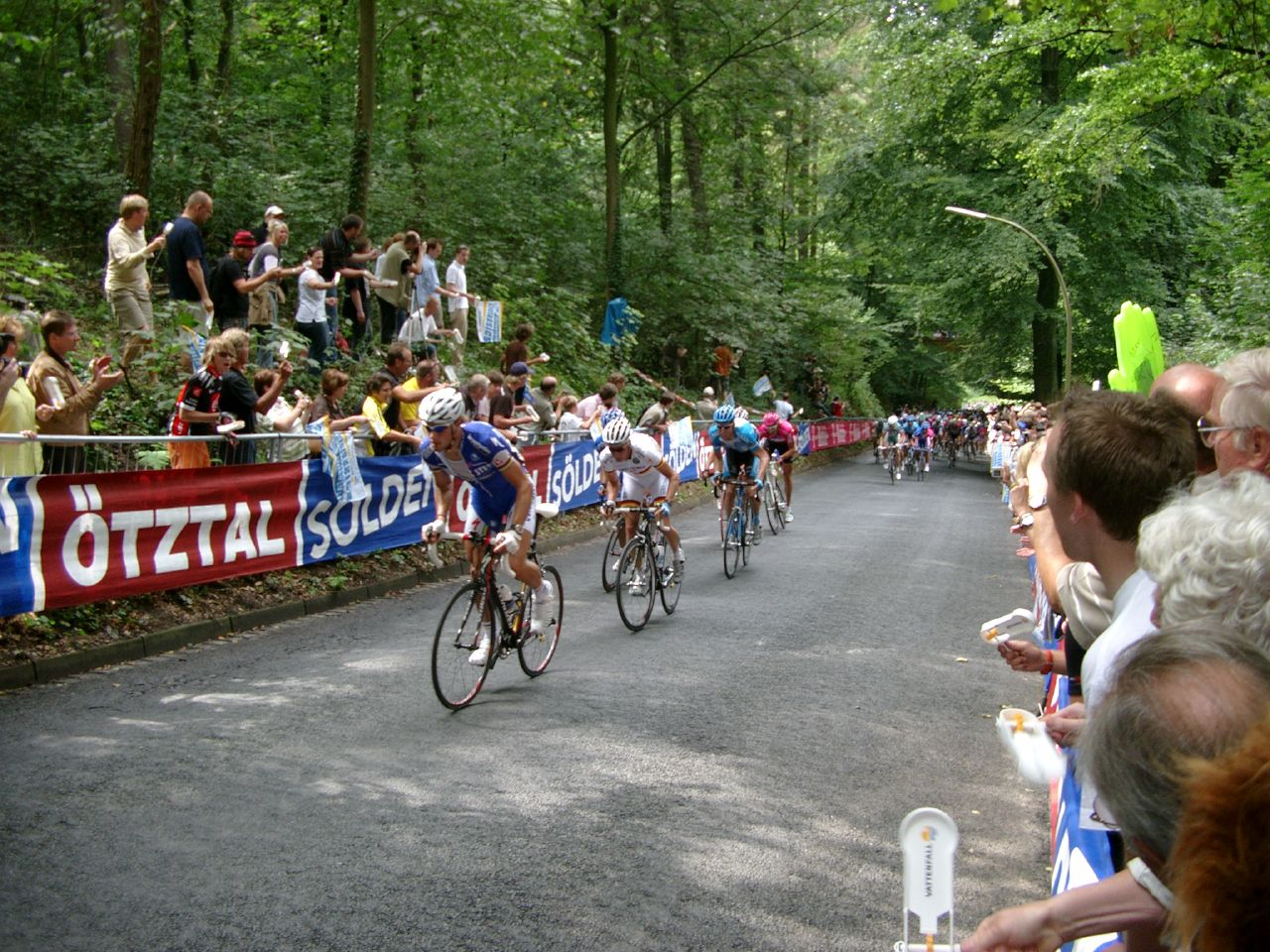
Tom Boonen et Fabian Wegmann sur la côte du Waseberg en 2007.

La difficulté la plus importante du cours est la côte du Waseberg dans Blankenese, un quartier pavillonnaire d'Altona, à l'ouest du centre-ville de Hambourg. Le final de la course se compose de trois petits tours à l'ouest de Hambourg, contenant le Waseberg. Il est d'abord grimpé à 69 kilomètres de l'arrivée, tandis que les deuxième et troisième ascensions sont placées respectivement à 28 kilomètres et 15,5 kilomètres de la ligne d'arrivée.
Le Waseberg est un colline escarpée, sur le flanc de laquelle est aménagée une route asphaltée, qui débute sur la rive nord du fleuve Elbe dans le centre de la banlieue de Blankenese. Sa longueur est de 700 mètres avec une pente maximale de 16 %. L'approche de la montée est rendue plus compliquée car elle est immédiatement précédée par un virage serré, provoquant un brusque changement de vitesse et de cadence. Alors que les équipes cherchent à positionner leurs leaders à l'avant du peloton, les coureurs accélèrent pour bien se positionner sur les routes étroites menant au pied de la montée. L'itinéraire comprend aussi le pont de Köhlbrand, le plus haut pont de Hambourg.
De 2005 à 2014, la première moitié du parcours consistait en une boucle au sud dans la direction de la lande de Lunebourg en Basse-Saxe, avant de retourner au centre de Hambourg et de se diriger vers une boucle à l'ouest.
En 2015, les organisateurs modifient le parcours pour célébrer le vingtième édition de la course. La course débute à Kiel, à 90 kilomètres au nord de Hambourg, sur la rive occidentale de la mer Baltique, avant de se diriger au sud-ouest de Hambourg, en traversant Schleswig-Holstein. La distance totale est réduite à 222 kilomètres, mais l'approche finale à Hambourg, avec les trois ascensions du Waseberg et l'arrivée sur la Mönckebergstrasse reste la même. La route de Kiel à Hambourg est également choisie pour promouvoir la candidature conjointe des deux villes pour accueillir les Jeux olympiques d'été de 2024.
Le directeur de course, Roland Hofer, résume à propos du parcours : « Bien que le profil de la course peut sembler plus approprié pour les sprinteurs, elle peut être finalement remportée par tous les types de coureurs, et elle est exactement le genre de course qu'il faut pour bien équilibrer le World Tour [...] Le World tour est venu en Allemagne, au milieu d'une “renaissance” du cyclisme allemand, avec les derniers succès qui rajeunissent l'intérêt du pays dans le sport après un recul au cours du passé, causé par des affaires de dopage. ».

## Palmarès

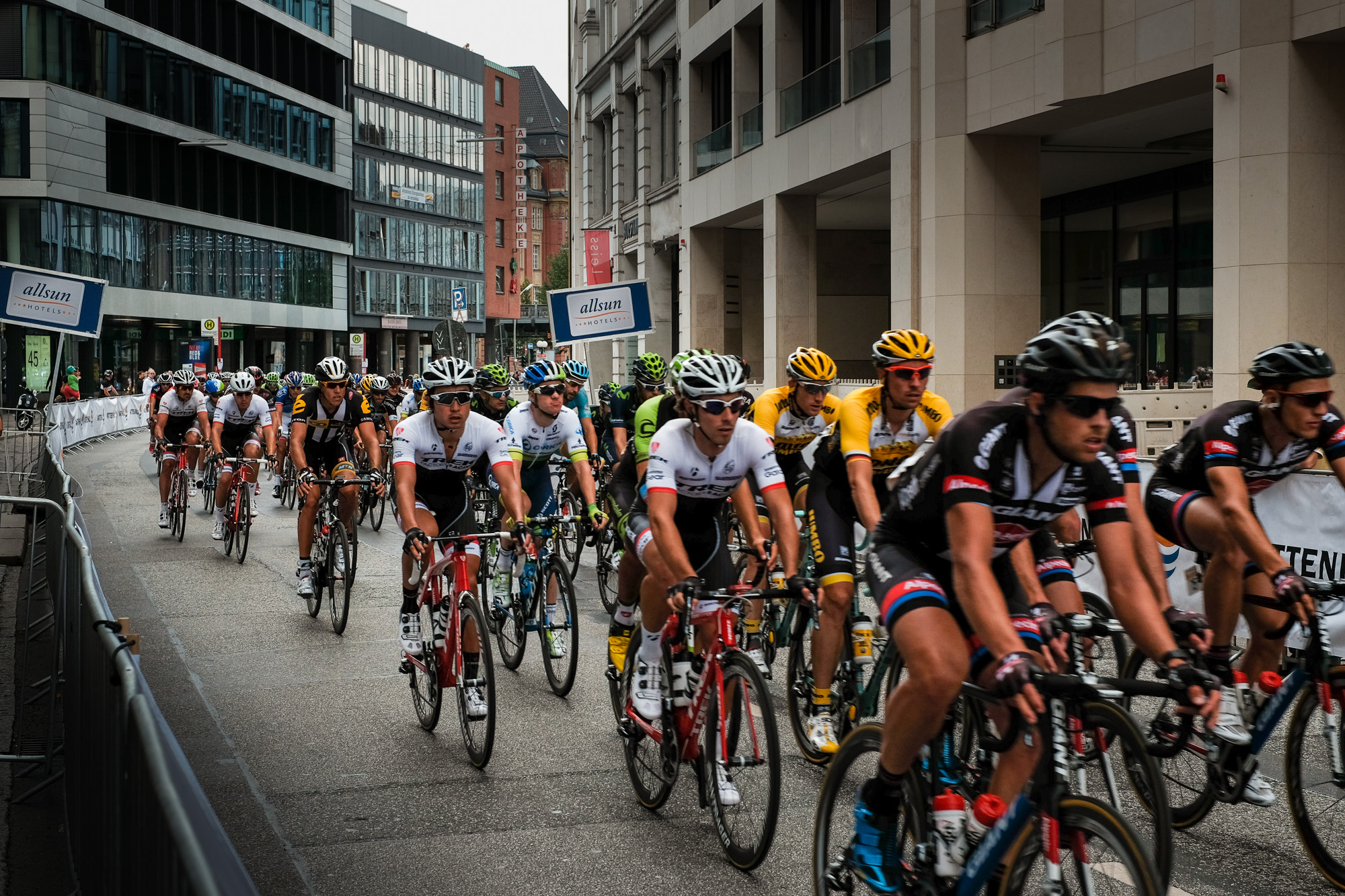
Le peloton sur la Großer Burstah à Altstadt durant la course.

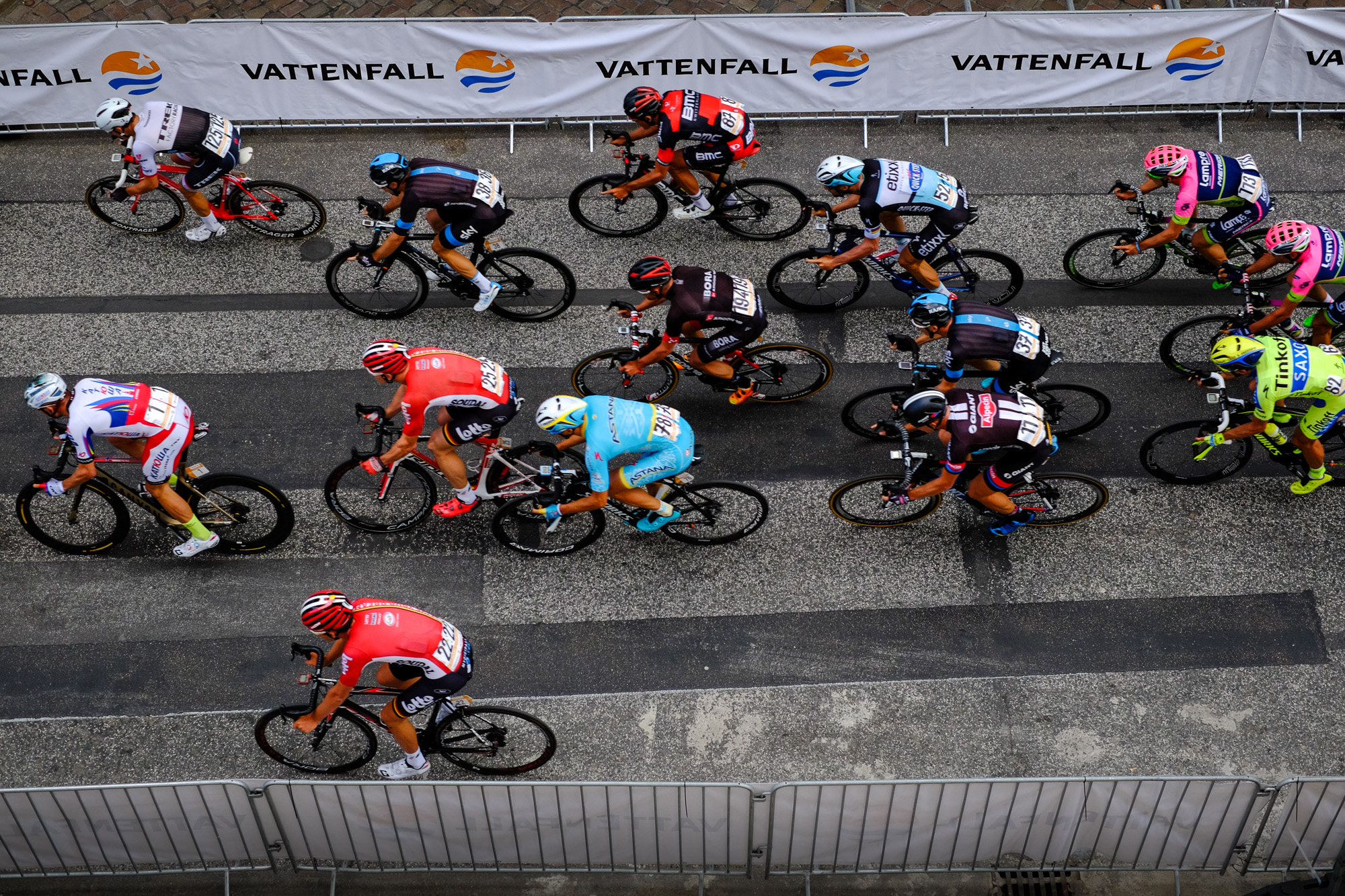
Le peloton passant dans Hambourg en 2015.

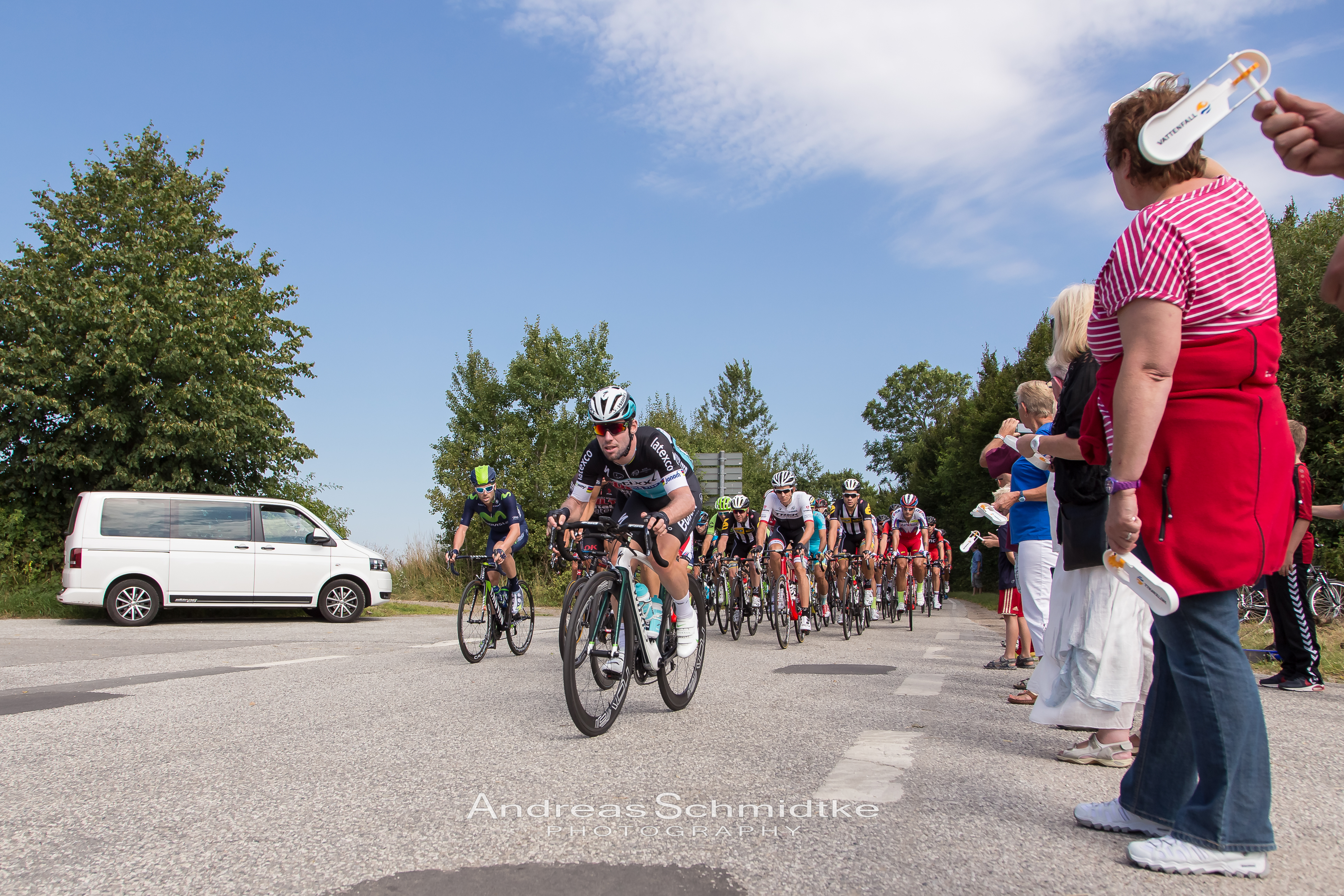
Mark Cavendish en tête du peloton.

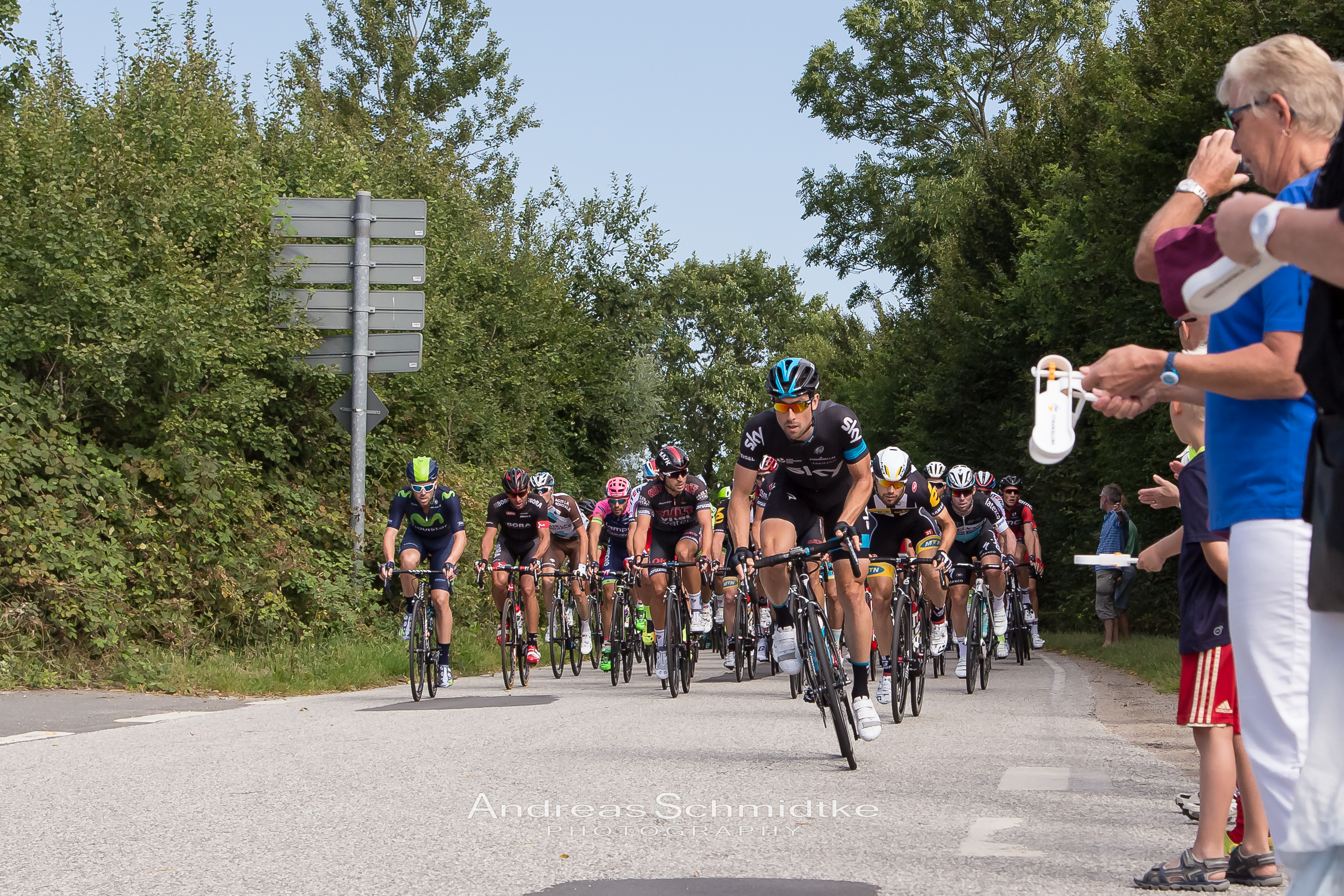
Le peloton pendant les premiers tronçons de la course.

| Année                 | Vainqueur                                      | Deuxième                                       | Troisième                                      |
| --------------------- | ---------------------------------------------- | ---------------------------------------------- | ---------------------------------------------- |
| HEW Cyclassics        |                                                |                                                |                                                |
| 1996                  | Rossano Brasi                                  | Bert Dietz                                     | Steffen Rein                                   |
| 1997                  | Jan Ullrich                                    | Wilfried Peeters                               | Jens Heppner                                   |
| 1998                  | Léon van Bon                                   | Michele Bartoli                                | Ludo Dierckxsens                               |
| 1999                  | Mirko Celestino                                | Raphael Schweda                                | Romāns Vainšteins                              |
| 2000                  | Gabriele Missaglia                             | Francesco Casagrande                           | Fabio Baldato                                  |
| 2001                  | Erik Zabel                                     | Romāns Vainšteins                              | Erik Dekker                                    |
| 2002                  | Johan Museeuw                                  | Igor Astarloa                                  | Davide Rebellin                                |
| 2003                  | Paolo Bettini                                  | Davide Rebellin                                | Jan Ullrich                                    |
| 2004                  | Stuart O'Grady                                 | Paolo Bettini                                  | Igor Astarloa                                  |
| 2005                  | Filippo Pozzato                                | Luca Paolini                                   | Allan Davis                                    |
| Vattenfall Cyclassics |                                                |                                                |                                                |
| 2006                  | Óscar Freire                                   | Erik Zabel                                     | Filippo Pozzato                                |
| 2007                  | Alessandro Ballan                              | Óscar Freire                                   | Gerald Ciolek                                  |
| 2008                  | Robbie McEwen                                  | Mark Renshaw                                   | Allan Davis                                    |
| 2009                  | Tyler Farrar                                   | Matti Breschel                                 | Gerald Ciolek                                  |
| 2010                  | Tyler Farrar                                   | Edvald Boasson Hagen                           | André Greipel                                  |
| 2011                  | Edvald Boasson Hagen                           | Gerald Ciolek                                  | Borut Božič                                    |
| 2012                  | Arnaud Démare                                  | André Greipel                                  | Giacomo Nizzolo                                |
| 2013                  | John Degenkolb                                 | André Greipel                                  | Alexander Kristoff                             |
| 2014                  | Alexander Kristoff                             | Giacomo Nizzolo                                | Simon Gerrans                                  |
| 2015                  | André Greipel                                  | Alexander Kristoff                             | Giacomo Nizzolo                                |
| EuroEyes Cyclassics   |                                                |                                                |                                                |
| 2016                  | Caleb Ewan                                     | John Degenkolb                                 | Giacomo Nizzolo                                |
| 2017                  | Elia Viviani                                   | Arnaud Démare                                  | Dylan Groenewegen                              |
| 2018                  | Elia Viviani                                   | Arnaud Démare                                  | Alexander Kristoff                             |
| 2019                  | Elia Viviani                                   | Caleb Ewan                                     | Giacomo Nizzolo                                |
| 2020-2021             | Non disputé à cause de la pandémie de Covid-19 | Non disputé à cause de la pandémie de Covid-19 | Non disputé à cause de la pandémie de Covid-19 |
| Bemer Cyclassics      |                                                |                                                |                                                |
| 2022                  | Marco Haller                                   | Wout van Aert                                  | Quinten Hermans                                |
| 2023                  | Mads Pedersen                                  | Danny van Poppel                               | Elia Viviani                                   |
| 2024                  | Olav Kooij                                     | Jonathan Milan                                 | Biniam Girmay                                  |
| ADAC Cyclassics       |                                                |                                                |                                                |
| 2025                  | Rory Townsend                                  | Arnaud De Lie                                  | Paul Magnier                                   |

| # | Pays       | Victoires |
| - | ---------- | --------- |
| 1 | Italie     | 9         |
| 2 | Allemagne  | 4         |
| 3 | Australie  | 3         |
| 4 | États-Unis | 2         |
| 4 | Norvège    | 2         |
| 4 | Pays-Bas   | 1         |
| 7 | Autriche   | 1         |
| 7 | Belgique   | 1         |
| 7 | Espagne    | 1         |
| 7 | France     | 1         |
| 7 | Danemark   | 1         |
| 7 | Irlande    | 1         |

| Victoires | Coureur            | Éditions         |
| --------- | ------------------ | ---------------- |
| 3         | Elia Viviani (ITA) | 2017, 2018, 2019 |
| 2         | Tyler Farrar (USA) | 2009, 2010       |